# تل عدا
تل عدا (به عربی: تل عدا) یک روستا در سوریه است که در ناحیه مرکزی سلمیه واقع شده‌است. تل عدا ۱٬۵۹۷ نفر جمعیت دارد.